# Nunes (piłkarz)
Nunes, właśc. João Batista Nunes de Oliveira (ur. 20 maja 1954 w Feira de Santana) – piłkarz brazylijski, występujący podczas kariery na pozycji napastnika.

## Kariera klubowa
Nunes karierę piłkarską rozpoczął w klubie Confiança Aracaju w 1974 roku. W latach 1975–1978 był zawodnikiem Santa Cruz Recife. W Santa Cruz 24 sierpnia 1975 w przegranym 1-2 meczu z São Paulo FC Nunes zadebiutował w lidze brazylijskiej. Z Santa Cruz zdobył mistrzostwo stanu Pernambuco – Campeonato Pernambucano w 1976 i był królem strzelców ligi stanowej w 1977. W latach 1978–1979 występował we Fluminense FC, z którego wyjechał do Meksyku do klubu C.F. Monterrey. Po powrocie do Brazylii Nunes został zawodnikiem CR Flamengo, którego jest wychowankiem. Z Flamengo dwukrotnie zdobył mistrzostwo Brazylii w 1980 i 1981, mistrzostwo stanu Rio de Janeiro – Campeonato Carioca w 1981, Copa Libertadores 1981 (7 bramek Nunesa) oraz Puchar Interkontynentalny w 1981 (2 bramki Nunesa). Indywidualnie Nunes był królem ligi brazylijskiej w 1981 roku.
W latach 1983–1986 Nunes kolejno występował w Botafogo FR, Flamengo, Santosie FC, Náutico Recife i Clube Atlético Mineiro. Z Náutico zdobył mistrzostwo stanu Pernambuco w 1985, a z Atlético Mineiro mistrzostwo Minas Gerais – Campeonato Mineiro i był królem strzelców w 1986. W sezonie 1986–1987 Nunes jedyny raz w karierze występował w Europie w portugalskiej Boaviście Porto. Po powrocie do Brazylii po raz czwarty został zawodnikiem Flamengo. Z Flamengo zdobył po trzeci mistrzostwo Brazylii w 1987. Ogółem w barwach rubro-negro rozegrał 214 spotkań, w których strzelił 99 bramek. We Flamengo 18 października 1987 w zremisowanym 0-0 meczu z Cruzeiro EC Nunes po raz ostatni wystąpił w lidze. Ogółem w latach 1975–1987 w lidze brazylijskiej wystąpił w 174 meczach, w których strzelił 87 bramek. W kolejnych latach występował w Volta Redonda FC, salwadorskiem klubie Tiburones Acajutla, Mesquita FC oraz ponownie w Santa Cruz, w którym zakończył karierę w 1993. Z Santa Cruz zdobył mistrzostwo stanowe w 1993 roku.

## Kariera reprezentacyjna
Nunes w reprezentacji Brazylii 12 marca 1978 w wygranym 7-0 towarzyskim meczu ze stanem Rio de Janeiro, w którym zdobył jedną z bramkę. W meczu międzypaństwowym zadebiutował 1 kwietnia 1978 w przegranym 0-1 towarzyskim meczu z reprezentacją Francji. Ostatni raz w reprezentacji Nunes wystąpił 24 czerwca 1980 w wygranym 2-1 meczu z reprezentacją Chile. Ogółem w reprezentacji wystąpił w sześciu meczach (obok tego wystąpił w 7 nieoficjalnych), w których strzelił 2 bramki (obok tego strzelił 6 bramek w meczach nieoficjalnych).
| Mecze i gole w reprezentacji | Mecze i gole w reprezentacji | Mecze i gole w reprezentacji | Mecze i gole w reprezentacji | Mecze i gole w reprezentacji | Mecze i gole w reprezentacji | Mecze i gole w reprezentacji |
| #                            | Data                         | Miasto                       | Przeciwnik                   | Gol                          | Wynik                        | Rozgrywki                    |
| ---------------------------- | ---------------------------- | ---------------------------- | ---------------------------- | ---------------------------- | ---------------------------- | ---------------------------- |
| N1.                          | 12.03.1978                   | Niterói                      | Rio de Janeiro               | Gol                          | 7:0                          | towarzyski                   |
| N2.                          | 19.03.1978                   | Goiânia                      | Goiás                        |                              | 3:1                          | towarzyski                   |
| N3.                          | 22.03.1978                   | Kurytyba                     | Parana                       | Gol                          | 1:0                          | towarzyski                   |
| 1.                           | 01.04.1978                   | Paryż                        | Francja                      |                              | 0:1                          | towarzyski                   |
| 2.                           | 05.04.1978                   | Hamburg                      | RFN                          | Gol                          | 0:1                          | towarzyski                   |
| N4.                          | 10.04.1978                   | Dżudda                       | Al-Ahli Dżudda               | Gol · Gol                    | 6:1                          | towarzyski                   |
| N5.                          | 13.04.1978                   | Mediolan                     | Inter Mediolan               | Gol                          | 2:0                          | towarzyski                   |
| 3.                           | 19.04.1978                   | Londyn                       | Anglia                       |                              | 1:1                          | towarzyski                   |
| N6.                          | 21.04.1978                   | Madryt                       | Atlético Madryt              | Gol                          | 3:0                          | towarzyski                   |
| 4.                           | 01.05.1978                   | Rio de Janeiro               | Peru                         |                              | 3:0                          | towarzyski                   |
| N7.                          | 13.05.1978                   | Recife                       | Pernambuco                   |                              | 0:0                          | towarzyski                   |
| 5.                           | 15.06.1980                   | Rio de Janeiro               | ZSRR                         | Gol                          | 1:2                          | towarzyski                   |
| 6.                           | 24.06.1980                   | Rio de Janeiro               | Chile                        |                              | 2:1                          | towarzyski                   |